# Wirbelsturm

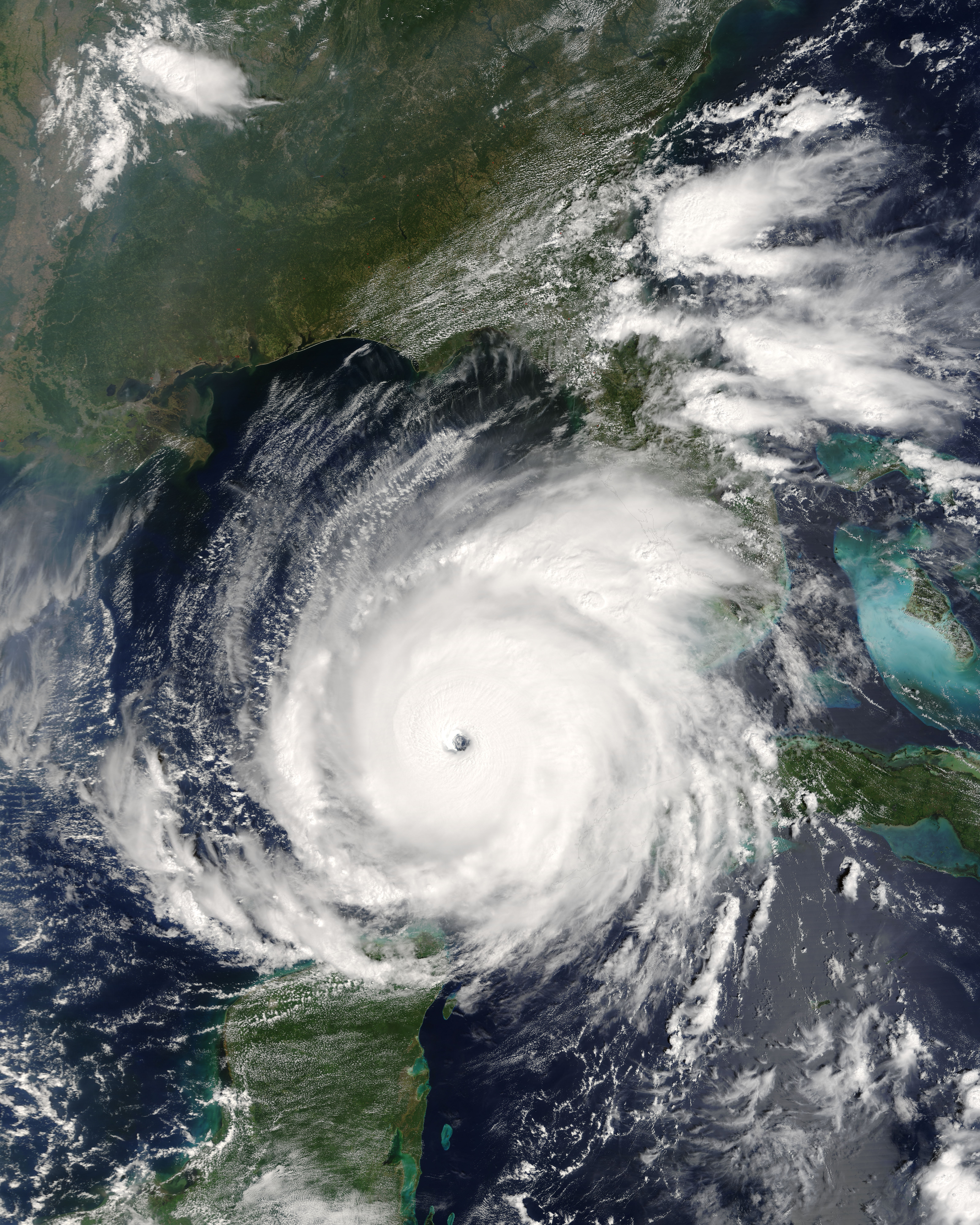
Hurrikan Rita im Golf von Mexiko am 21. September 2005

Mit dem Begriff Wirbelsturm werden verschiedene sturmartige Windsysteme mit einer vertikalen Drehachse in Zusammenhang gebracht. Außer dieser Gemeinsamkeit unterscheiden sich diese Systeme jedoch in ihrer Entstehung, ihrer Struktur und in ihrer Größe deutlich voneinander. 

## Typen
Der Begriff Wirbelsturm ist nicht genauer definiert. Wegen der gemeinsamen Bezeichnung kommt es häufig zu Verwechslungen zwischen diesen Systemen. Eine genaue Unterscheidung ist hier wichtig.
- Tropischer Wirbelsturm (auch tropischer Zyklon, Tropical Cyclone)
  - Hurrikan: Nordatlantik, Nordpazifik östlich von 180° Länge und im Südpazifik östlich von 160° Ost, östlich der internationalen Datumsgrenze sowie im Karibischen Meer und im Golf von Mexiko, siehe auch: Cordonazo
  - Taifun: Nordwestpazifik westlich der internationalen Datumsgrenze sowie in Ost- und Südostasien
  - tropischer Zyklon: Bezeichnung im Indischen Ozean (Golf von Bengalen und Arabisches Meer) und im südlichen Pazifischen Ozean
  - Medicane: Mittelmeerraum, ebenfalls zu dieser Gruppe gehörig, jedoch mit einer deutlich geringeren mittleren Windgeschwindigkeit.
- Tiefdruckgebiet (Sturmtief) in gemäßigten Breiten
- Tornado, auch Großtrombe oder Windhose genannt: kleinräumiger Luftwirbel durch Konvektion in der Erdatmosphäre
- Kleintrombe
- Gustnado, auch Böenfrontwirbel genannt